# 대한민국 형법 제223조
대한민국 형법 제223조는 미수범에 대한 형법각칙의 조문이다. 외국인이 한국 밖에서 이 범죄를 저지르더라도 예외적으로 처벌하고 있다

## 조문
제223조(미수범) 제214조 내지 제219조와 전조의 미수범은 처벌한다.

## 판례
1. ↑  대한민국 형법 제5조(외국인의 국외범)